# Jérémy Cabot
Jérémy Cabot (ur. 24 lipca 1991 w Troyes) – francuski kolarz szosowy.

## Osiągnięcia
Opracowano na podstawie:
2018
- 1. miejsce w klasyfikacji górskiej Tour du Limousin

2019
- 1. miejsce w Paryż-Troyes
- 3. miejsce w Tour du Jura
- 3. miejsce w Grand Prix des Marbriers
- 3. miejsce w światowych wojskowych igrzyskach sportowych (drużynowy wyścig ze startu wspólnego)

## Rankingi
| Rok             | 2016  | 2017  | 2018  | 2019 | 2020 | 2021 | 2022  | 2023 | 2024  |
| --------------- | ----- | ----- | ----- | ---- | ---- | ---- | ----- | ---- | ----- |
| World Ranking   | 2277. | 1412. | 1118. | 718. | 785. | 618. | 1749. | 930. | 2748. |
| UCI Europe Tour | 1506. | 906.  | 702.  | 526. | 626. | 495. | 1146. | -    | -     |
|                 |       |       |       |      |      |      |       |      |       |
| Źródło: UCI     |       |       |       |      |      |      |       |      |       |